# TMK 2500
TMK 2500 niskopodni je tramvaj kojeg proizvodi hrvatska tvrtka Končar za potrebe tramvajskog prometa u Osijeku. Izgledom i opremom sličan je modelu TMK 2400, od kojeg se prije svega razlikuje po širini kolnog ormara. Ukupno može primiti 135 putnika.
Ovaj model prvi je potpuno novi tip tramvaja u voznom parku Osijeka od 1982. godine.

## Galerija
- Unutrašnjost vozila
- Displej za obavijesti te informacije o lokaciji u vozilu
- Vozačeva kabina